# Tanjung Balai Kota IV
Tanjung Balai Kota IV is een bestuurslaag in het regentschap Tanjung Balai van de provincie Noord-Sumatra, Indonesië. Tanjung Balai Kota IV telt 3703 inwoners (volkstelling 2010).